# Мунтеле Сачелулуј (Клуж)
Мунтеле Сачелулуј (рум. Muntele Săcelului) насеље је у Румунији у округу Клуж у општини Бајишоара. Oпштина се налази на надморској висини од 760 m.

## Становништво
Према подацима из 2002. године у насељу је живело 72 становника, од којих су сви румунске националности.